# Banda do Casaco
Banda do Casaco est un groupe portugais de rock progressif et folk, actif entre 1974 et 1984.

## Histoire

### Débuts et succès
Après l'échec commercial qu'a été le projet Filarmónica Fraude, António Avelar de Pinho (chant) et Luís Linhares (claviers) se joignent à Nuno Rodrigues (chant, guitare, ex-membre de Música Novarum) et à Celso de Carvalho (violoncelle, contrebasse, ex-membre de Plexus) pour former le groupe Banda do Casaco,. En 1973, Pinho et Rodrigues se rencontrent et commencent immédiatement à écrire leur premier album, Dos Benefícios de um Vendido no Reino dos Bonifácios, qui ne sortira qu'en 1975. Le nom de l'album dénote déjà le ton surréaliste qui accompagnera tout le travail du groupe, un surréalisme accentué par les dessins de Carlos Zíngaro sur la couverture du disque,,,.
L'année précédente, un single était sorti avec les chansons Ladainha das Comadres et Lavados Lavados Sim. L'album fait participer Judi Brennan et Helena Afonso au chant, Carlos Zíngaro, Luís Linhares, José Campos e Sousa et Nelson Portelinha. António Pinho, signe tous les textes et Nuno Rodrigues a composé les morceaux (sauf Aliciação et Opúsculo),,.
Ce groupe associe la recherche ethnographique à la musique pop, créant une œuvre dans laquelle la critique sociale n'est pas négligée, comme cela avait déjà été le cas avec Filarmónica Fraude. Durant son existence (1974 à 1984), de nombreux musiciens de renom sont passés par ses rangs, et parfois leur passage par la Banda do Casaco est le tremplin d'une carrière solo,. En 1976 sort le premier album vraiment remarquable du groupe, Coisas do arco da velha. La satire des jeux de mots de Pinho s'allie à des solutions innovantes, et le disque est marqué par la guitare d'Armindo Neves et le violon de Mena Amaro, qui a remplacé Carlos Zíngaro.
Cândida Soares participe et renforce la vocalisation, tout en acquérant un nom de scène, Cândida Branca Flor, d'après le titre du troisième morceau du disque, Romance de Branca-Flor. Des chansons comme Canto de Amor e Trabalho, Morgadinha dos Canibais, ou Cantiga d'Embalar Avozinhas, ont contribué à un succès inattendu auprès du public et des critiques. Ce succès est couronné par le titre de « meilleur album de l'année »,.
Si dans Coisas do Arco da Velha la collection ethnographique, alors librement travaillée et adaptée, est encore déterminante pour le résultat final, l'album suivant de Banda do Casaco penche vers l'expérimentation et l'avant-gardisme. Hoje Há Conquilhas, Amanhã Não Sabemos (1977), se voulait une satire de l'instabilité économique et de la précarité sociale du pays. Sur un album où António Pinheiro da Silva a rejoint le groupe et la collaboration des « initiés » Gabriela Schaaf au chant et Rão Kyao au saxophone ténor, les morceaux País, Portugal, Geringonça et Acalanto ont été significatifs. Cet album est considéré comme l'un des joyaux perdus de la musique populaire portugaise. Bien que sa version finale ait été perdu, Hoje Há Conquilhas, Amanhã Não Sabemos est réédité sous format CD en 2006,,.
L'année suivante, Contos da Barbearia synthétise les œuvres précédentes en incorporant le bassiste José Eduardo et le batteur Vitor Mamede, et en réintégrant Zíngaro. Mais il faut attendre trois ans de plus pour qu'en 1981 le nouvel album du groupe fasse une forte impression sur le public et les critiques. No Jardim da Celeste apporte deux nouveautés : un son plus « urbain », plus proche du rock, et la participation de deux personnalités : Né Ladeiras, au chant, après avoir collaboré avec Brigada Victor Jara et Trovante ; et Jerry Marotta, batteur de Peter Gabriel, de réputation internationale, qui a tellement aimé le groupe qu'il est venu au Portugal pour enregistrer avec eux. De l'album, on retiendra Natação Obrigatória, une présence régulière sur les radios de l'époque,.
Nuno Rodrigues assure à lui seul la réalisation de l'album Também Eu, sorti en 1982. Salve Maravilha, dans la voix de Né Ladeiras, se distingue. Après le départ de l'habituel parolier António Pi nho, Nuno Rodrigues réunit Celso de Carvalho, José Fortes, Ramón Galarza, José Moz Carrapa et Zé Nabo,. En 1984 sort le dernier album, Banda do Casaco com Ti Chitas. La plupart des voix sont celles de Concha, et l'album comprend également les voix de Nuno Rodrigues lui-même et de Catarina Chitas, une joueuse d'adufe de Penha Garcia (un village de la région de Beira Baixa). C'est le dernier album studio du groupe (hormis la compilation double A Arte e a Música da Banda do Casaco, éditée chez Universal Music), où l'absence d'António Pinho, un des piliers du projet, se fait sentir,,.
En 1993, Nuno Rodrigues et Né Ladeiras se réunissent pour enregistrer le titre Matar Saudades produit par António Emiliano et inclus dans la réédition de Banda do Casaco com Ti Chitas.

### Post-séparation
En 1993, PolyGram réédite les deux premiers albums du groupe sur CD. Après le décès de Celso de Carvalho des suites d'un cancer (1998), le troisième album du groupe, Hoje há conquilhas, amanhã não sabemos, est réédité sous format CD par la Companhia Nacional de Música en novembre 2006,.
En 2006 sort le livre As Letras como poesia, publié par Objecto Cardíaco et réédité en 2009 par Edições Afrontamento, qui commence par une analyse des Letras d'António Avelar de Pinho, écrites pour l'album No Jardim da Celeste,.
En novembre 2013, une édition de luxe est sortie en 2 coffrets CD avec les 7 albums remastérisés par José Fortes et un DVD avec des enregistrements live de 1975, 1977 et 1984,,.

## Discographie
- 1975 : Dos Benefícios dum Vendido no Reino dos Bonifácios (Philips)
- 1976 : Coisas do Arco da Velha  (Philips)
- 1977 : Hoje Há Conquilhas, amanhã não Sabemos (Imavox)[18]
- 1978 : Contos da Barbearia (EMI)[19]
- 1980 : No Jardim da Celeste (EMI)
- 1982 : Também Eu (EMI)
- 1984 : Banda do Casaco com Ti Chitas